# Schwarzkopfnattern
Die Schwarzkopfnattern (Tantilla) sind eine Schlangengattung aus der Familie der Eigentlichen Nattern (Colubrinae).

## Merkmale und Lebensweise
Die Schwarzkopfnattern haben eine Gesamtlänge von maximal etwa 200 cm (Tantilla lintoni).
Sie haben einen schlanken Körper und Kopf. Dorsal sind sie normalerweise einfarbig oder mit Streifen gemustert. Wenn ein Streifenmuster vorhanden ist, läuft meist ein Längsstreifen entlang der Körpermitte. Ventral ist der Körper einfarbig mit Ausnahme der Art Tantilla miyatai, die ein Muster aus dunklen Flecken aufweist. Der Kopf ist an der Oberseite oft dunkel bis schwarz gefärbt. Hinter dem Kopf befindet sich oft ein heller oder dunkler Querstreifen.
Die Beschuppung an der Kopfoberseite besteht aus einem Rostralschild, gefolgt von zwei Internasalia, zwei Präfrontalia, zwei Supraocularia, einem Stirnschild und zwei Scheitelschilden.
An den Kopfseiten befinden sich ein geteiltes Nasenschild, keine Lorealia, ein Präoculare, zwei Postocularia und keine Subocularia. Die dorsale Beschuppung ist glatt und besteht aus 15 Reihen. Auf der Bauchseite sind 103 (T. lintoni) bis 125 (T. brevissima) Ventralia vorhanden und am Schwanz 28 (T. brevissima) bis 56 (T. lintoni) Subcaudalia.

## Verbreitungsgebiet und Gefährdungsstatus
Das Verbreitungsgebiet der Schlangengattung ist von Nord- bis Südamerika. Das Hauptverbreitungsgebiet ist Mexiko. Innerhalb der Gattung stuft die IUCN 3 Arten als vom Aussterben bedroht („Critically Endangered“) ein, sowie 4 Arten als stark gefährdet („Endangered“) und 3 Arten als gefährdet („Vulnerable“).

## Systematik
Die Gattung wurde 1853 von Baird & Girard erstbeschrieben. Ihr werden nach morphologischen Kriterien 69 Arten zugeordnet (Stand: 4. April 2024), die im Folgenden nach Taxon sortiert gelistet sind:
| Bild                                                        | Taxon                  | Erstbeschreibung                                                      | Verbreitungsgebiet | IUCN |
| ----------------------------------------------------------- | ---------------------- | --------------------------------------------------------------------- | --- | ---- |
|                                                             | Tantilla albiceps      | Barbour, 1925                                                         | Panama | 2013 |
|                                                             | Tantilla alticola      | (Boulenger, 1903)                                                     | Nicaragua, Costa Rica, Panama, Nordwest-Kolumbien, Ecuador | 2017 |
|                                                             | Tantilla andinista     | Wilson & Mena, 1980                                                   | Ecuador (Chimborazo) | 2016 |
|                                                             | Tantilla armillata     | Cope, 1875                                                            | Panama, Costa Rica, El Salvador, Nicaragua, Honduras, Guatemala | 2013 |
|                                                             | Tantilla atriceps      | (Günther, 1895)                                                       | USA (Südwest-Texas), Mexiko | 2007 |
|                                                             | Tantilla bairdi        | Stuart, 1941                                                          | Guatemala (Alta Verapaz) | 2013 |
|                                                             | Tantilla berguidoi     | Batista, Mebert, Lotzkat & Wilson, 2016                               | Panama (Darién) | (NE) |
| Tantilla bocourti                                           | Tantilla bocourti      | (Günther, 1895)                                                       | Mexiko | 2007 |
|                                                             | Tantilla boipiranga    | Sawaya & Sazima, 2003                                                 | Südost-Brasilien | 2021 |
|                                                             | Tantilla brevicauda    | Mertens, 1952                                                         | El Salvador, Guatemala, Höhe 1200–1800 m | 2013 |
|                                                             | Tantilla briggsi       | Savitzky & Smith, 1971                                                | Mexiko (Oaxaca) | 2007 |
|                                                             | Tantilla calamarina    | Cope, 1866                                                            | Mexiko | 2007 |
|                                                             | Tantilla capistrata    | Cope, 1875                                                            | Nordwest-Peru, Süd-Ecuador | 2017 |
|                                                             | Tantilla carolina      | Palacios-Aguilar, Fucsko, Jiménez-Arcos, Wilson & Mata-Silva, 2022    | Mexiko (Guerrero) | (NE) |
|                                                             | Tantilla cascadae      | Wilson & Meyer, 1981                                                  | Mexiko | 2007 |
|                                                             | Tantilla ceboruca      | Canseco-Márquez, Smith, Ponce-Campos, Flores-Villela & Campbell, 2007 | Mexiko | (NE) |
|                                                             | Tantilla coronadoi     | Hartweg, 1944                                                         | Mexiko | 2007 |
|                                                             | Tantilla coronata      | Baird & Girard, 1853                                                  | USA | 2007 |
| Tantilla cucullata in den USA                               | Tantilla cucullata     | Minton, 1956                                                          | USA, Mexiko | 2007 |
|                                                             | Tantilla cuniculator   | Smith, 1939                                                           | Mexiko, Nord-Belize, Guatemala | 2013 |
|                                                             | Tantilla deppei        | (Bocourt, 1883)                                                       | Mexiko | 2007 |
|                                                             | Tantilla excelsa       | Mccranie & Smith, 2017                                                | Honduras | (NE) |
|                                                             | Tantilla flavilineata  | Smith & Burger, 1950                                                  | Mexiko | 2007 |
|                                                             | Tantilla gottei        | Mccranie & Smith, 2017                                                | Honduras | (NE) |
|                                                             | Tantilla gracilis      | Baird & Girard, 1853                                                  | USA | 2007 |
|                                                             | Tantilla hendersoni    | Stafford, 2004                                                        | Süd-Belize | 2014 |
| Tantilla hobartsmithii in El Paso County, Texas             | Tantilla hobartsmithi  | Taylor, 1937                                                          | USA, Mexiko | 2007 |
|                                                             | Tantilla impensa       | Campbell, 1998                                                        | Guatemala, Honduras, Mexiko | 2013 |
|                                                             | Tantilla insulamontana | Wilson & Mena, 1980                                                   | Süd-Ecuador | 2017 |
|                                                             | Tantilla jani          | (Günther, 1895)                                                       | Guatemala | 2014 |
|                                                             | Tantilla johnsoni      | Wilson, Vaughn & Dixon, 1999                                          | Mexiko | 2007 |
|                                                             | Tantilla lempira       | Wilson & Mena, 1980                                                   | Honduras | 2013 |
|                                                             | Tantilla lydia         | Antúnez-Fonseca, Castro, España, Townsend & Wilson, 2020              | Honduras | (NE) |
|                                                             | Tantilla melanocephala | (Linnaeus, 1758)                                                      | Panama, Trinidad, Tobago, Karibik (St. Vincent, Union Island, Grenada), Kolumbien (Valle del Cauca), Venezuela (Cojedes, Zulia), Brasilien, Nord-Argentinien, Bolivien, Uruguay, Guyana, Suriname, Französisch-Guayana, Ecuador, Peru, Paraguay | 2019 |
|                                                             | Tantilla miyatai       | Wilson & Knight, 1987                                                 | Ecuador (Pichincha) | 2017 |
| Tantilla moesta in Mexiko                                   | Tantilla moesta        | (Günther, 1863)                                                       | Mexiko, Guatemala, Belize | 2013 |
|                                                             | Tantilla nigra         | (Boulenger, 1914)                                                     | Kolumbien (Chocó) | 2021 |
|                                                             | Tantilla nigriceps     | Kennicott, 1860                                                       | USA, Mexiko | 2007 |
|                                                             | Tantilla oaxacae       | Wilson & Meyer, 1971                                                  | Mexiko (Oaxaca) | 2007 |
|                                                             | Tantilla olympia       | Townsend, Wilson, Medina-Flores & Herrera-B, 2013                     | Honduras | (NE) |
| Tantilla oolitica                                           | Tantilla oolitica      | Telford, 1966                                                         | USA (Süd-Florida) | 2007 |
|                                                             | Tantilla petersi       | Wilson, 1979                                                          | Ecuador | 2017 |
| Tantilla planiceps                                          | Tantilla planiceps     | (Blainville, 1835)                                                    | USA (Kalifornien), Mexiko (Baja California) | 2007 |
|                                                             | Tantilla psittaca      | Mccranie, 2011                                                        | Nordost-Honduras | 2013 |
|                                                             | Tantilla relicta       | Telford, 1966                                                         | USA | 2007 |
| Tantilla reticulata in Costa Rica                           | Tantilla reticulata    | (Cope, 1860)                                                          | Südost-Nicaragua, Costa Rica, Panama, Nordwest-Kolumbien | 2015 |
|                                                             | Tantilla robusta       | Canseco-Márquez, Mendelson & Gutiérrez-Mayén, 2002                    | Mexiko (Puebla) | 2007 |
| Große Schwarzkopfnatter (Tantilla rubra) in Chiapas, Mexiko | Tantilla rubra         | Cope, 1875                                                            | Mexiko, West-Guatemala | 2013 |
|                                                             | Tantilla ruficeps      | (Cope, 1894)                                                          | Costa Rica, Nicaragua, West-Panama | 2013 |
|                                                             | Tantilla schistosa     | (Bocourt, 1883)                                                       | Mexiko, Belize, Guatemala, Honduras, Nicaragua, Costa Rica, Panama | 2013 |
|                                                             | Tantilla selmae        | Azevedo, Franco, Menezes, Saraiva-Kunz & Grazziotin, 2024             | Brasilien |      |
| Tantilla semicincta in Kolumbien                            | Tantilla semicincta    | (Duméril, Bibron & Duméril, 1854)                                     | Kolumbien, Venezuela | 2016 |
|                                                             | Tantilla sertula       | Wilson & Campbell, 2000                                               | Mexiko (Guerrero, Oaxaca) | 2007 |
|                                                             | Tantilla shawi         | Taylor, 1949                                                          | Mexiko | 2007 |
|                                                             | Tantilla slavensi      | Pérez-Higareda, Smith & Smith, 1985                                   | Mexiko (Südost-Veracruz) | 2007 |
|                                                             | Tantilla stenigrammi   | Mccranie & Smith, 2017                                                | Honduras (Olancho) | (NE) |
|                                                             | Tantilla striata       | Dunn, 1928                                                            | Mexiko (Oaxaca) | 2007 |
|                                                             | Tantilla supracincta   | (Peters, 1863)                                                        | Südost-Nicaragua, Costa Rica, Panama, Ecuador, Kolumbien | 2017 |
| Tantilla taeniata in El Salvador                            | Tantilla taeniata      | Bocourt, 1883                                                         | Guatemala, Honduras, El Salvador, Nicaragua | 2013 |
|                                                             | Tantilla tayrae        | Wilson, 1983                                                          | Südost-Mexiko (Chiapas) | 2007 |
|                                                             | Tantilla tecta         | Campbell & Smith, 1997                                                | Nordost-Guatemala | 2014 |
|                                                             | Tantilla tjiasmantoi   | Koch & Venegas, 2016                                                  | Peru | (NE) |
|                                                             | Tantilla trilineata    | (Peters, 1880)                                                        | | (NE) |
|                                                             | Tantilla triseriata    | Smith & Smith, 1951                                                   | Südost-Mexiko (Oaxaca) | 2007 |
|                                                             | Tantilla tritaeniata   | Smith & Williams, 1966                                                | Honduras (Islas de la Bahía) | 2014 |
| Tantilla vermiformis in Guatemala                           | Tantilla vermiformis   | (Hallowell, 1861)                                                     | Nicaragua, Costa Rica, El Salvador, Honduras, Guatemala | 2013 |
|                                                             | Tantilla vulcani       | Campbell, 1998                                                        | Guatemala, Mexiko | 2014 |
| Tantilla wilcoxi in Mexiko                                  | Tantilla wilcoxi       | Stejneger, 1902                                                       | USA, Mexiko | 2007 |
|                                                             | Tantilla yaquia        | Smith, 1942                                                           | USA, Mexiko | 2007 |